# Живко Живковић (народни херој)
Живко Живковић (Буче, код Берана, 20. децембар 1912 — Боговађа, код Лајковца, 18. јун 1990) био је учесник Народноослободилачке борбе, генерал-потпуковник ЈНА и народни херој Југославије.

## Биографија
Рођен је 20. децембра 1912. године у селу Буче, код Берана.
Члан Комунистичке партије Југославије постао је 1935. године. Због револуционарног рада јануара 1936. године, а у мају исте године осуђен је на 12 година затвора. После четири године проведене у затаворима у Скопљу и Марибору, ревизијом процеса, децембра 1940. године пуштен је на слободу.
Учесник Народноослободилачке борбе је од 1941. године.
Учесник је Тринаестојулског устанка. Као борац Комског батаљона учествовао је 1. децембра 1941. године у нападу на Пљевља. Од формирања, децембра 1941. до половине 1942. године налазио се у Првој пролетерској ударној бригади. Потом је био руководилац Политодела у Четвртој и Петој крајишкој и Другој пролетерској бригади. Био је и руководилац Политодела 26. далматинске и политички комесар 20. далматинске дивизије. Августа 1944. године постављен је за политичког комесара 22. српске дивизије и на овој функцији је дочекао крај рата.
После ослобођења Југославије, наставио је професионалну каријеру у Југословенској народној армији (ЈНА). Завршио је Вишу војну академију и Школу оператике ЈНА. Налазио се на дужностима — политичког комесара Командне везе ЈНА, главног инструктора Главне политичке управе, помоћника начелника Централне управе војне индустрије, политичког комесара Тенковске дивизије, помоћника команданта корпуса, помоћника команданта Војног подручја, начелника Катедре позадине Више војне академије и др. Имао је чин генерал-потпуковника ЈНА, у којем је пензионисан 1970. године.
Умро је 18. јуна 1990. године у Боговађи, код Лајковца, а сахрањен је у Алеји народних хероја на Новом гробљу у Београду.
Носилац је Партизанске споменице 1941. и других југословенских одликовања, међу којима су Орден ратне заставе, Орден заслуга за народ са златном звездом, Орден братства и јединства са златним венцем, Орден за војне заслуге са великом звездом, Орден за храброст и совјетски Орден отаџбинског рата другог степена. Орденом народног хероја одликован је је 5. јула 1952. године.